# Ramón Vila y Colomer

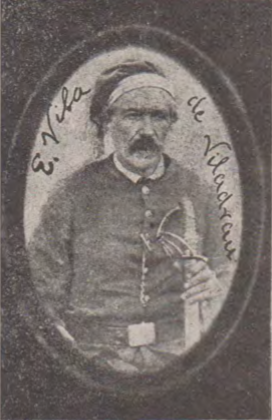
Ramón Vila y Colomer «Vila de Viladrau»

Ramón Vila y Colomer, alias «Vila de Viladrau» (Viladrau, ¿?-†Barcelona, 1894) fue un cabecilla carlista. 

## Biografía
Era un rico propietario influyente en la cadena montañosa de las Guillerías y el Montseny. Adherido a la causa de Carlos VII, sirvió en la tercera guerra carlista, en la que mandó el segundo batallón de Gerona y llegó a ascender a Teniente Coronel. A Vila de Viladrau, que actuaba bajo las órdenes de Francisco Savalls, se debieron de los principales triunfos de éste, que fueron las derrotas de Cabrinetty y de Nouvilas. En ambas acciones apenas intervino Savalls más que como testigo presencial, pero como era el jefe de la columna, para él fue toda la gloria.
Según Joaquín de Bolós, Vila de Viladrau sacrificó todo su patrimonio por la causa carlista. Terminada la guerra, se exilió con Savalls en Niza, pero según un periódico de Barcelona, no guardaba buenas relaciones con él y regresó a España en 1877.
Siguió defendiendo la causa tradicionalista y entre 1889 y 1892 fue colaborador en Barcelona de la revista El Estandarte Real, dirigida por Francisco de Paula Oller. Con motivo de la fiesta de San Carlos, junto con los brigadieres Manuel Vilageliu y José de Mora y Prats, en 1890 visitó en Venecia a Don Carlos para regalarle un cuadro con 136 fotografías de jefes y oficiales de la última campaña carlista. El Duque de Madrid agradeció de corazón el regalo y afirmó que sería colocado en la estancia de su hijo, el príncipe Don Jaime.
A su muerte, el diario carlista El Correo Catalán le dedicó grandes elogios. También el Diario de Barcelona, de diferente tendencia política, lo definió como un «perfecto caballero». Sin embargo, El Diluvio, de filiación republicana, negó con indignación los elogios, y afirmó que Ramón Vila había cometido crímenes de guerra, citando el fusilamiento en el Pla de la Calma, por órdenes de Savalls, de más de 80 liberales huidos tras apoderarse los carlistas de Vich en 1874, así como el de doscientos voluntarios, soldados y carabineros en Llaers.